# التیلیا
التیلیا (به ایتالیایی: Altilia) یک سکونتگاه مسکونی در ایتالیا است که در استان کزنتزا واقع شده‌است.

## خصوصیات
التیلیا ۱۰٫۷۰ کیلومترمربع مساحت و ۷۷۹ نفر جمعیت دارد و ۵۹۴ متر بالاتر از سطح دریا واقع شده‌است.